# Château de Cuzorn
Le château de Cuzorn est un château, situé au-dessus du village de Cuzorn et de la vallée de la Lémance, en Lot-et-Garonne.

## Histoire
Le site de Cuzorn est établi dans un goulet de la vallée de la Lémance et permet d'en contrôler l'accès mais on n'en connaît pas l'origine.
La première mention de Cuzorn a été trouvée dans les ruines de l'abbaye de Belleperche sur une inscription datée de 1242 mentionnant un certain B. de Cuzorn.
En 1259 toute la noblesse de l'Agenais rend hommage au comte de Toulouse. On trouve les frères Gaubert, Pons, Guillaume et Gaillard de Fumel rendent hommage pour ce qu'ils possèdent à Cuzorn, mais on ne trouve pas de mention d'une seigneurie ou d'un château. Mais, le 3 janvier 1270, dans la correspondance de l'administration du comte de Toulouse sont cités les seigneurs du château de Cuzorn. Dans une autre correspondance du 20 février 1270 apparaît le nom d'Amalvinus de Cuzorn en conflit avec l'évêque d'Agen. On pourrait donc en déduire que le castrum de Cuzorn a été construit entre 1260 et 1270.
Le 12 novembre 1271, à Penne, Guillaume de Cohardon prend possession de l'Agenais au nom du roi de France Philippe III le Hardi. Les frères Hélias et Bernard de Cuzorn ainsi que les consuls du château de Cuzorn prêtent serment pour eux et la communauté et reconnaissent que le château appartient à la Baylie et honneur du château de Tournon. Le miles Pierre de Cuzorn prête lui aussi serment de fidélité.
De la lecture des documents, on peut déduire que le château de Cuzorn  appartient à de nombreux co-seigneurs au XIIIe et XIVe siècles mais il y a peu de textes sur la seigneurie.
En 1293, le roi confirme par l'intermédiaire du sénéchal d'Agenais que les droits de haute et basse justice du château appartiennent à Auger de Cuzorn.
L'Agenais était retourné au roi d'Angleterre au traité de Brétigny, en 1360. Aymeric de Cuzorn et toute la noblesse locale rendent hommage au Prince Noir le 4e jour du mois d'août 1363 dans la cité de Bergerac. Les consuls de Cuzorn avaient signé avec les prélats, barons et communautés de l'Agenais, une lettre au roi d'Angleterre lui demandant d'installer une cour souveraine dans la ville d'Agen. Le Quercy, le Périgord et l'Agenais sont occupés par des compagnies de routiers. C'est le cas de Fumel et Duravel en août 1362. C'est probablement à cette époque que le château de Cuzorn est occupé par une compagnie anglaise qui va piller le pays environnant. Pour s'en protéger la ville de Cahors va décider de doubler sa garde...
Parmi les personnages cités dans des textes, on peut trouver :
- Hugues Renot, capitaine de Cuzorn, qui fait partie de l'armée française commandée par le duc d'Anjou, avec Bertrand Duguesclin, qui vient conquérir l'Agenais en 1374,
- noble Bérard de la Tour, dit Pouchou, seigneur de Cuzorn en Agenais qui achète des biens en 1412,
- Jean d'Aix est qualifié seigneur de Cuzorn en 1414 à l'occasion d'achats de rente,
- Catherine de Cuzorn, fille de Pierre de Cuzorn, épouse Pierre de Raffin seigneur de Perricard, en 1420.

Pendant toute cette période, le château de Cuzorn a continué à être occupé par une compagnie anglaise. Cette compagnie menace le Quercy et le Périgord jusqu'à Sarlat. Sarlat doit payer une rançon à cette compagnie, la sufferte, pour qu'elle n'attaque pas. Des négociations échouent sur le prix de la sufferte à payer par la communauté de Puy-l'Évêque au capitaine de Cuzorn. Les routes sont alors pas suffisamment sûres pour permettre à l'évêque de Cahors à se rendre à une convocation du vicomte de Lomagne. Le sénéchal de Quercy propose alors, en août 1442, aux États de Quercy de faire le siège du château de Cuzorn. Dès 1440, le vicomte de Lomagne et Raymond Bernard de Montpezat avaient déjà repris Fumel et Monségur aux Anglais. Cuzorn était alors la dernière garnison anglaise. Dès la fin août, la troupe réunie par le sénéchal de Quercy se mit en marche avec des machines de guerre pour prendre le château. Les défenses du château ont été démantelées à la suite de ce siège.
À partir de ce siège, la seigneurie semble être entre les mains de la famille de Lézergues dont plusieurs membres sont cités comme co-seigneurs. En 1500, Jacques de Fumel se marie avec Hélène de Lézergues, fille de Folquet de Lézergues, co-seigneur de Cuzorn. 
En 1504, Bernard de Luzech, époux d'Armande de Lézergues fait l'état de ses biens à Cuzorn, dont le moulin de Pombié qui existe encore. La famille de Luzech a possédé ce bien jusqu'en 1560. Antoine de Luzech est cité comme seigneur de Cuzorn en 1569.
Dans un acte du 27 février 1583 apparaît le nom de celui qui semble avoir réuni dans sa main la totalité de la seigneurie de Cuzorn, Étienne de Gontaut de Saint-Geniès. Il y est cité comme « Messire Étienne de Gontaut de Saint Geniés, vicomte de Saint Julien, seigneur de Cuzorn, seigneur de Laval, seigneur de La Mongie, seigneur de Villefranche et autres lieux ». Il était le fils de Jean II de Gontaut, seigneur de Badefol, de Saint-Geniès et autres lieux. Ce dernier avait épousé une riche héritière du Béarn, Françoise d'Andaux, qui lui avait donné douze enfants, dont Étienne de Gontaut, baron de Cuzorn, vicomte de Saint-Julien. Avant 1578 il avait épousé sa cousine, Philippe d'Aydie, fille de Françoise de Ribérac, et veuve de Charles d'Albert de Laval, baron de Madaillan (famille d'Aydie). Il est devenu protestant et a combattu au côté d'Henri de Navarre. Il décède avant le 4 août 1597, date de l'ouverture de son testament. Dans le testament que fait sa veuve, Philippe d'Aydie de Ribérac, le 18 décembre 1597, il est indiqué qu'elle l'a signé au château de Cuzorn en Agenais où elle est dans son lit, malade, mais saine de son entendement. Le château était donc habitable à cette date. Le château a-t-il été reconstruit après le siège de 1442, ou seules ses défenses ont été démantelées, laissant le logis en état d'être réoccupé ? Ce testament nous apprend qu'Étienne de Gontaud de Saint Geniés a été enterré devant le maître-autel de l'abbatiale de Cadouin, ce qui est possible car les Gontaut de Badefol étaient la famille fondatrice, mais semble difficile s'il était protestant. Il institue comme héritier universel leur fils unique Jean de Gontaut de Saint Geniés, seigneur de Cuzorn, Laval, La Mongie, baron de Ruffat. 
Jean de Gontaut de Saint Geniés se marie le 19 juin 1603 avec Jeanne de Pierrebussière de Châteauneuf, fille de Charles de Pierrebussière, vicomte de Comborn, baron de Châteauneuf, et de Philiberte de Gontaut-Biron. Elle lui apporte la seigneurie de Châteauneuf et il s'engage à faire meubler et bâtir une résidence au château de Cuzorn. Il meurt sans postérité en 1635 en instituant son épouse comme héritière universelle, mais il semble que la situation financière soit gravement obérée car dix ans plus tard, le 14 janvier 1644, elle échange avec Jean-Baptiste d'Auray de Seconville sa seigneurie de Châteauneuf et celle de Comborn contre celle de Gavaudun et 150 000 livres pour payer les sommes dues aux créanciers. Cependant ce contrat n'a pas dû être exécuté car un procès oppose en 1663 Françoise de Pierrebussière, désignée comme dame de Cuzorn, héritière de sa tante Jeanne de Pierrebussière, et Françoise de Souillac, dame de Gavaudun, veuve de Jean-Baptiste d'Auray de Seconville. Elle avait probablement réussi à conserver la seigneurie de Cuzorn grâce à son mariage avec Henri de Chambret.
Anne de Pierrebussière, fille de Françoise de Pierrebussière et d'Henri de Chambret, dame de Cuzorn, de Sussac en Limousin, et du fief de Chateuzan, se marie le 23 juillet 1673 avec Charles de Moureaux, seigneur de Regnac et de Gransaignes. Le couple réside au château de Cuzorn quand l'évêque d'Agen, Claude Joli, leur rend visite le 9 septembre 1673. Anne de Pierrebussière rend hommage de sa baronnie de Cuzorn au duc d'Auguillon le 5 septembre 1675.
Dans son acte de mariage, le 14 octobre 1684, Blaise d'Aydie est qualifié de chevalier, comte d'Aydie, fils d'Armand d'Aydie, seigneur marquis de Bernardière, Monchenil, seigneur de Saint Martial de Valette, Labarde, Boisrobert, Cussac, Saint Martin des îles, baron de Cuzorn en Agenais et de Jeanne de Clermont, qui épouse Louis Thérèse Charlotte Diane de Bautru, fille de feu Armand de Bautru, comte de Nogent... et de Charlotte de Caumont de Lauzun.  Il rend hommage pour la seigneurie de Cuzorn le 7 janvier 1687. Pendant les 25 années pendant lesquelles Blaise d'Aydie est baron de Cuzorn, il y a peu d'actes passés la concernant. Blaise d'Aydie fait son testament le 19 février 1710 et meurt peu après. Son héritier universel est Charles Antoine Arnaud d'Aydie, chevalier, seigneur marquis de Ribérac, marquis de Bernardière, Mouchoux et Saint Martial de Valette, vicomte de Peliche, marquis de Montagrier, comte de Benauge, baron de Noix et de Cuzorn en Agenais et autres places, colonel du régiement de Ribérac. Il installe Philippe Bel juge de Cuzorn en 1710. 
En 1734, le marquis de Nadaillac, seigneur de Cuzorn, renouvelle, le 8 janvier 1734, à Jeanne de Montaine, veuve d'Antoine Bel, le bail à ferme de cinq ans de la seigneurie de Cuzorn qui avait été passé à son mari.
Dans les dix années qui suivent, la seigneurie de Cuzorn va changer plusieurs fois de propriétaire. Jacques Escourre l'a acheté en 1744. Il décède en 1754 et fait de son fils aîné, Pierre Escourre, l'héritier de la seigneurie. Il vit à Paris et se fait appeler Pierre d'Escourre. Il a vécu au-dessus de ses moyens. Il a épousé à Paris, le 16 janvier 1759, Marie Étiennette Alexandrine Dahon. Sa réputation étant déjà bien établie, ce mariage est conclu avec une séparation stricte des biens entre les mariés. Lorsqu'il décède, en juin 1767, il doit plus de 500 000 livres à une cinquantaine de créanciers. Tous ses biens sont liquidés à partir de 1771. Le 22 février 1774, les seigneuries de Cuzorn et des Homs sont vendues pour 260 000 livres à Messire Louis Baillet Berdolle de Saint Vincent, écuyer, seigneur de la châtellenie de Goudourville, Saint Vincent, Lalande et autres lieux.
Jean Marie Berdolle dit Lalande, second fils de Louis Baillet Berdolle hérite de la seigneurie de Cuzorn en 1779. Il l'a revendue vers 1780 à Guillaume Léonard de Bellecombe (1728-1792). Il appartient à une modeste famille bourgeoise restée protestante. Il a combattu dans le régiment de Roussillon en 1747, au côté de Montcalm, au Canada, en 1757. Il a été gouverneur de l'île Bourbon en 1767. Revenu en France, il a acheté le château de Tayrac en 1773 et s'est marié en 1774 avec Catherine Angélique de Galaup. Il est reparti aussitôt comme gouverneur aux Indes où il a soutenu sans succès le siège de Pondichéry par les Anglais puis à Saint-Domingue. Il est rentré en France en 1786, avant de décéder très malade dans sa maison de Montauban, en février 1792. En 1788, il avait fait de son neveu et filleul, Pierre Guillaume Frontin son héritier, mais celui-ci ayant quitté la France après 1789, il change son testament en 1790 et désigne comme héritières universelles ses deux sœurs célibataires, Suzanne et Élisabeth Léonard.
En 1790, le fermier de la seigneurie de Cuzorn est Pierre Lamarque. Il habite le château depuis quelques années et son bail a été renouvelé en 1788. Un arrêté du 14 octobre 1793 décide de faire démolir les châteaux forts flanqués de bastions et entourés de redoutes et de fossés, ceints de murs à créneaux avec pont-levis. Le compte-rendu de la réunion du conseil municipal du 24 décembre 1793 précise que ces travaux de démolition au château de Cuzorn doivent être poursuivis jusqu'à ce que la grande tour entourée de mâchicoulis soit ramenée au niveau du corps de logis et que les fossés soient comblés. 
Les deux sœurs Bellecombe ont réussi à conserver la propriété des terres jusqu'au Directoire. Elles les cèdent en viager le 2 juillet 1798 au cadet de leurs neveux, Jean Baptiste Frontin, habitant de Layrac. Son frère Pierre Guillaume Frontin rentre en France qu'en 1802, à la suite d'une amnistie. En 1803, il épouse Jeanne Henriette Sylvestre Ferron. Le 11 mai 1804, Jean Baptiste Frontin vend à son frère, Pierre Guillaume Frontin de Bellecombe, la métairie de Guiraudel avec la masure du ci-devant château de Cuzorn. Pierre Guillaume Frontin meurt à Tonneins le 16 novembre 1823. Sa veuve va conserver la métairie mais le château ne l'intéresse pas. Elle vend le 25 octobre 1829 à Jean Sican fils, forgeron à Cuzorn, ce qui reste du château. Jean Sican revend le château à Henri Sérougne le 6 août 1843. 
Dans un acte passé le 6 mars 1866, la Congrégation des Filles de Jésus de Vaylats ont acheté ce qui restait du château. La congrégation va y recevoir les filles indigentes du village inscrites sur la liste annuelle de la municipalité en application de la loi du 15 mars 1850. En application des lois inspirées par Victor Duruy faisant obligation d'ouvrir une école de filles, le conseil municipal demande au préfet de faire de l'école libre de filles une école publique. C'est ce qui est accepté en 1872.
Les lois de Jules Ferry rendant l'école gratuite, la Supérieure de la communauté a créé l'« Œuvre de la gratuité » pour assurer le fonctionnement de l'école. Mais les lois de juin 1902 imposent la fermeture des écoles congrégationistes. La Congrégation des Filles de Jésus va conserver la propriété du château, le plus souvent vide. En mars 1949, elle décide de le vendre.
Le château est acheté en 1953 par Georges Rastel, préfet honoraire, trésorier payeur général de la Manche. Georges Rastel et sa famille y ont fait des travaux importants pour transformer le site.
Le château a été acheté en 1995 par Thierry Delrieu. Les ruines proprement dites du château sont devenues la propriété de la commune en 1996.
Le château a été inscrit au titre des monuments historiques en 1950,.